# Cerneahivka (Sokolivske), Kirovohrad
Cerneahivka (în ucraineană Черняхівка) este un sat în comuna Sokolivske din raionul Kirovohrad, regiunea Kirovohrad, Ucraina.

## Demografie
Componența lingvistică a localității Cerneahivka
     Ucraineană (92,69%)
     Rusă (6,14%)
     Alte limbi (1,16%)
Conform recensământului din 2001, majoritatea populației localității Cerneahivka era vorbitoare de ucraineană (92,69%), existând în minoritate și vorbitori de rusă (6,14%).